# Момково
Мо́мково (болг. Момково) — село в Хасковській області Болгарії. Входить до складу общини Свиленград.

## Населення
За даними перепису населення 2011 року у селі проживали 676 осіб.
Національний склад населення села:
| Національність   | Кількість осіб | Відсоток |
| ---------------- | -------------- | -------- |
| болгари          | 617            | 97,2%    |
| турки            | 11             | 1,7%     |
| цигани           | 5              | 0,8%     |
| Всього відповіли | 635            |          |

Розподіл населення за віком у 2011 році:
Динаміка населення: